# Vidal Ramos (Santa Catarina)
Pour les articles homonymes, voir Vidal Ramos.
Vidal Ramos est une ville brésilienne de l'État de Santa Catarina.

## Géographie
Vidal Ramos se situe à une latitude de 27° 23′ 31″ sud et à une longitude de 49° 21′ 21″ ouest, à une altitude de 370 mètres.
Sa population était de 6 293 habitants au recensement de 2010. La municipalité s'étend sur 339 km2.
Elle fait partie de la microrégion d'Ituporanga, dans la mésorégion de la Vallée du rio Itajaí.
Une partie du territoire de la municipalité fait partie du parc national de la Serra do Itajaí.

## Administration

### Liste des maires
Depuis son émancipation de la municipalité de Brusque en 1957, Vidal Ramos a successivement été dirigée par :
- Francisco Agostinho Koerich - 1957 à 1962
- Leo Juttel - 1962 à 1963
- Antônio Goedert - 1963 à 1969
- Ernesto Braz Barni - 1969 à 1973
- Julio Will - 1973 à 1977
- Antônio Goedert - 1977 à 1983
- Euclides Rocha - 1983 à 1988
- Amirto Back - 1989 à 1992
- Heinz Stoltenberg - 1993 à 1996
- Anito Detzel - 1997 à 2000
- Heinz Stoltenberg - 2001 à 2004
- Nabor Jose Schmitz - 2005 à aujourd'hui

### Divisions administratives
La municipalité est constituée d'un seul district, siège du pouvoir municipal.

## Villes voisines
Vidal Ramos est voisine des municipalités (municípios) suivantes :
- Imbuia
- Ituporanga
- Presidente Nereu
- Botuverá
- Leoberto Leal
- Nova Trento